# Pelecaniformes
Ordre
L'ordre des Pelecaniformes regroupe des oiseaux palmipèdes et échassiers. Il comprend cinq familles d'oiseaux le plus souvent aquatiques.

## Taxonomie
L'ensemble des familles de cet ordre ont été regroupées dans l'ordre élargi des Ciconiiformes, à la suite des résultats d'expériences d'hybridation de l'ADN (classification de Sibley & Monroe, 1990) montrant que le clade Ciconiiformes + Pelecaniformes était monophylétique.
Des études phylogéniques de séquences de gènes mitochondriaux et nucléaires ont montré que ce clade pouvait être découpé en trois ordres monophylétiques (Van Tuinen et al. 2001, Ericson et al. 2006, Hackett et al. 2008). En conséquence, les familles Fregatidae, Sulidae, Phalacrocoracidae, et Anhingidae ont été déplacées dans le nouvel ordre des Suliformes, à la suite du congrès 2010 de l'American Ornithologists' Union (AOU). Le Congrès ornithologique international a immédiatement répercuté cette modification taxinomique dans sa classification de référence à la version 2.6.
Il est à noter que les Pelecanidae sont plus proches génétiquement de l'Ombrette africaine (Scopus umbretta, seule représentante de la famille des Scopidae) et du Bec-en-sabot du Nil (Balaeniceps rex, seule représentante de la famille des Balaenicipitidae) que des autres membres de cet ordre.

## Liste des familles et des genres
D'après la classification de référence (version 14.1, 2024) de l'Union internationale des ornithologues, il y a 120 espèces (dont 7 éteintes) de Pelecaniformes, réparties en 5 familles et 36 genres (ordre phylogénique)  :
- famille des Threskiornithidae (Poche, 1904) : ibis et spatules (13 genres et 36 espèces dont 1 éteinte) ;
- famille des Ardeidae (Leach, 1820) : Hérons (20 genres et 74 espèces dont 6 éteintes) ;
- famille des Scopidae (Bonaparte, 1849) : Ombrette africaine (1 genre et 1 espèce) ;
- famille des Balaenicipitidae (Bonaparte, 1853) : Bec-en-sabot du Nil (1 genre et 1 espèce) ;
- famille des Pelecanidae (Rafinesque, 1815) : Pélicans (1 genre et 8 espèces).

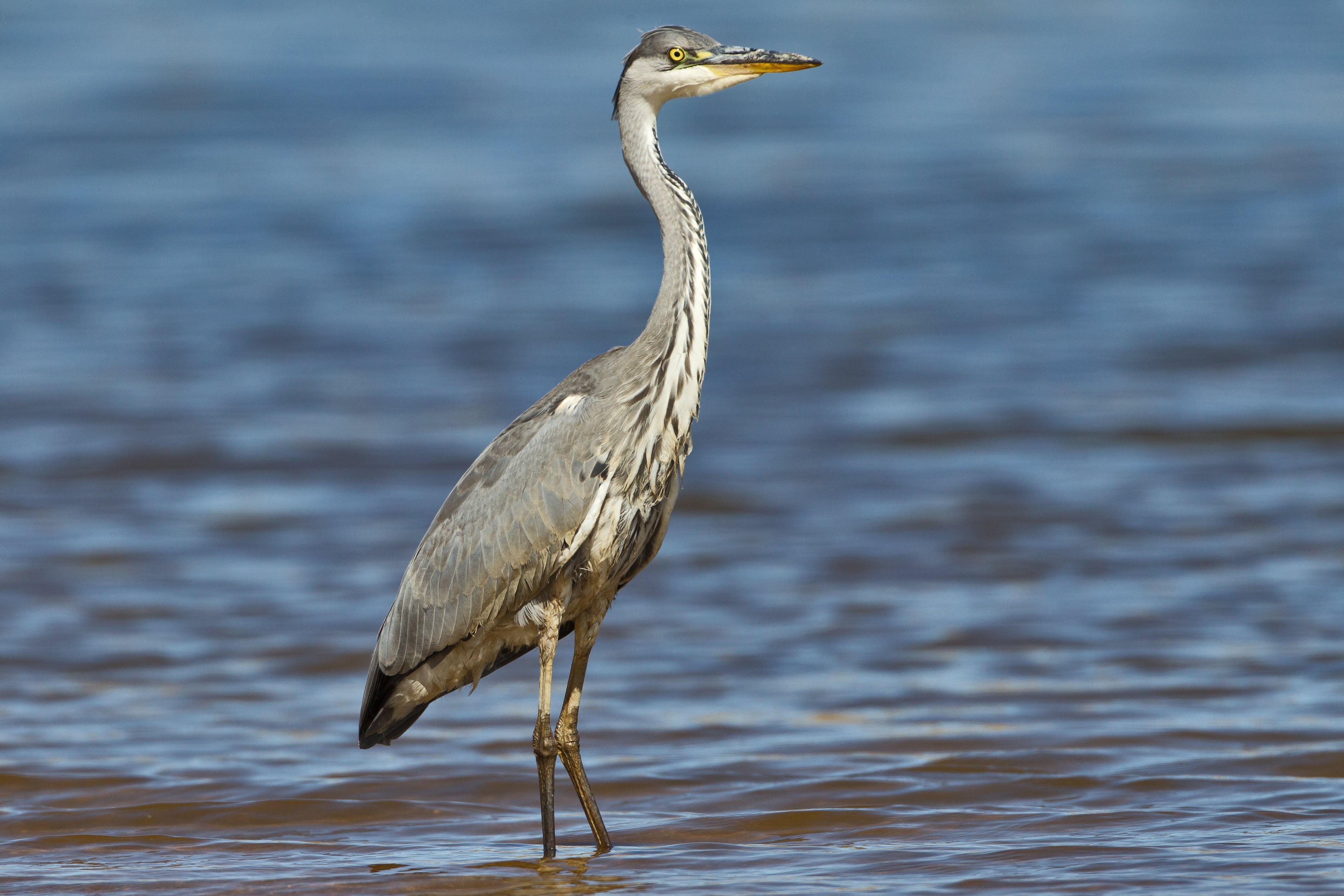
Ardea cinerea (Ardeidae)
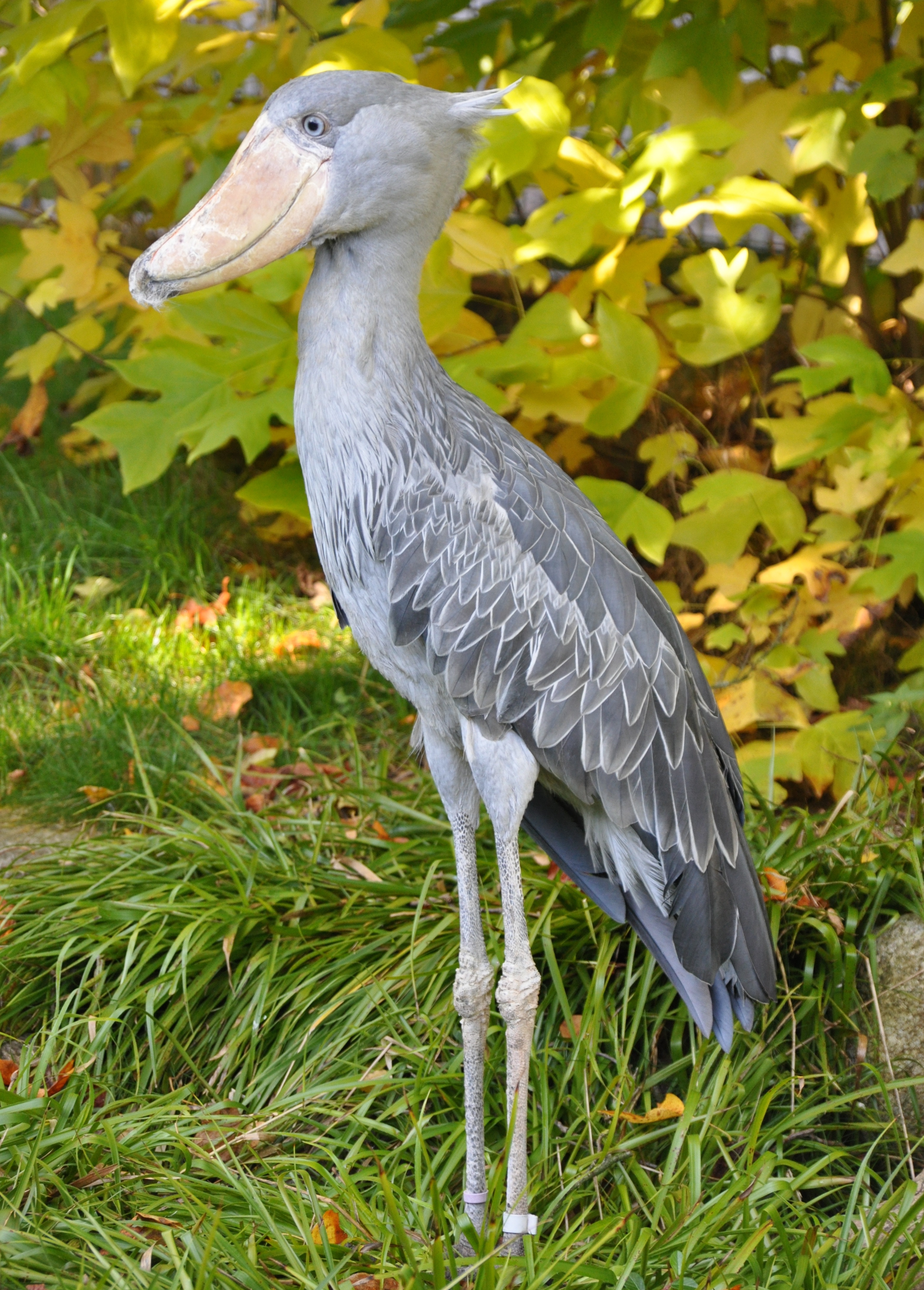
Balaeniceps rex (Balaenicipitidae)
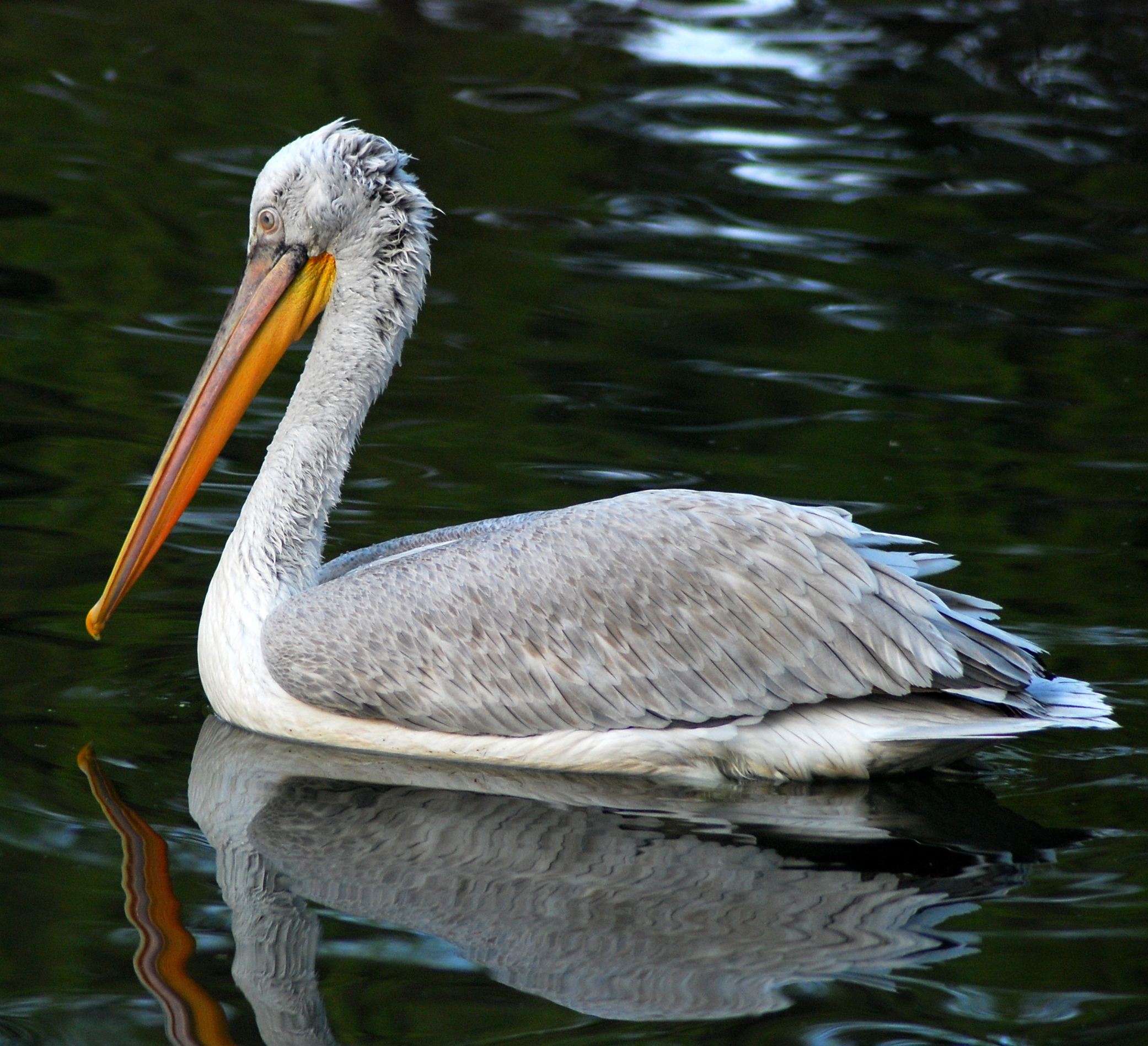
Pelecanus crispus (Pelecanidae)
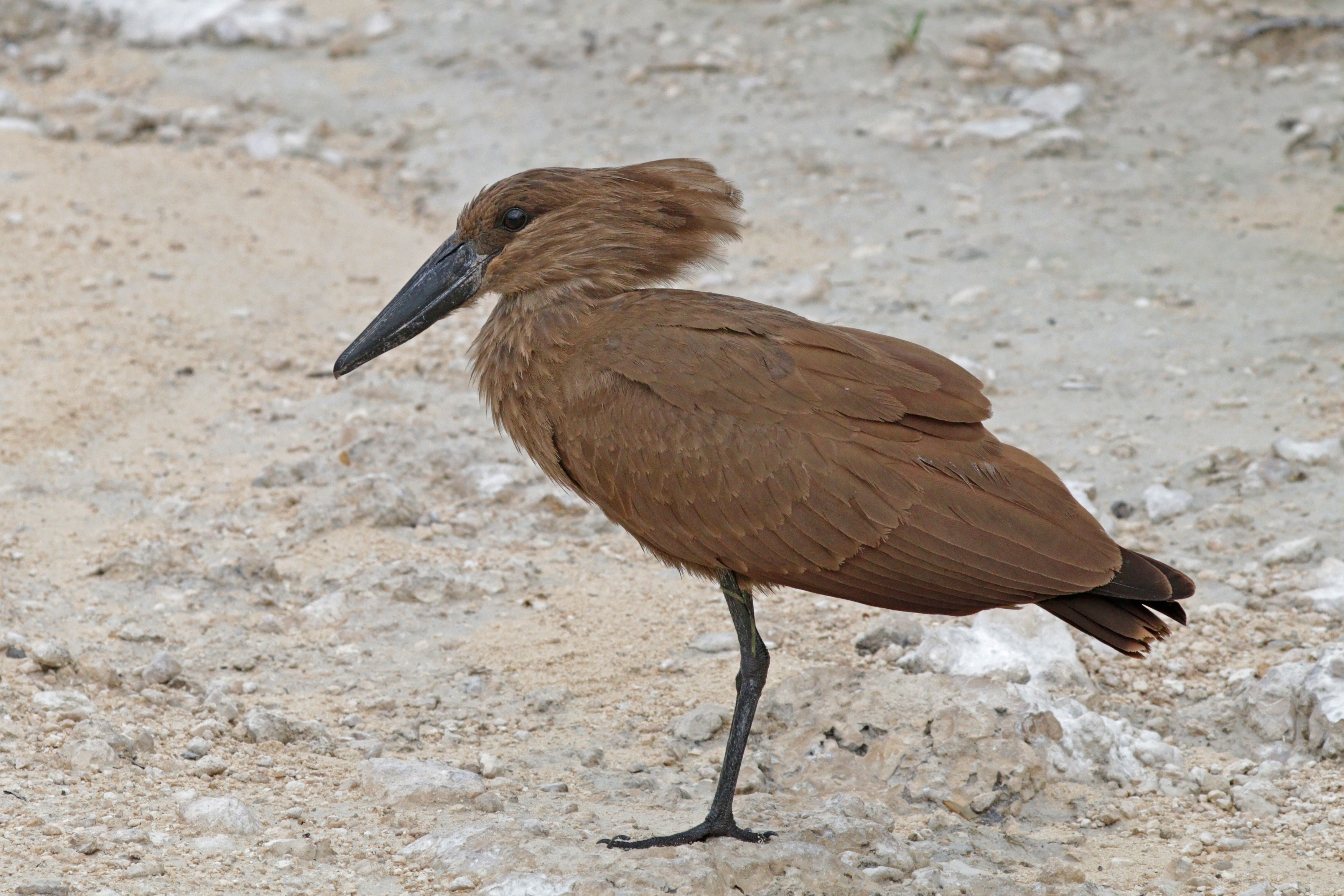
Scopus umbretta (Scopidae)
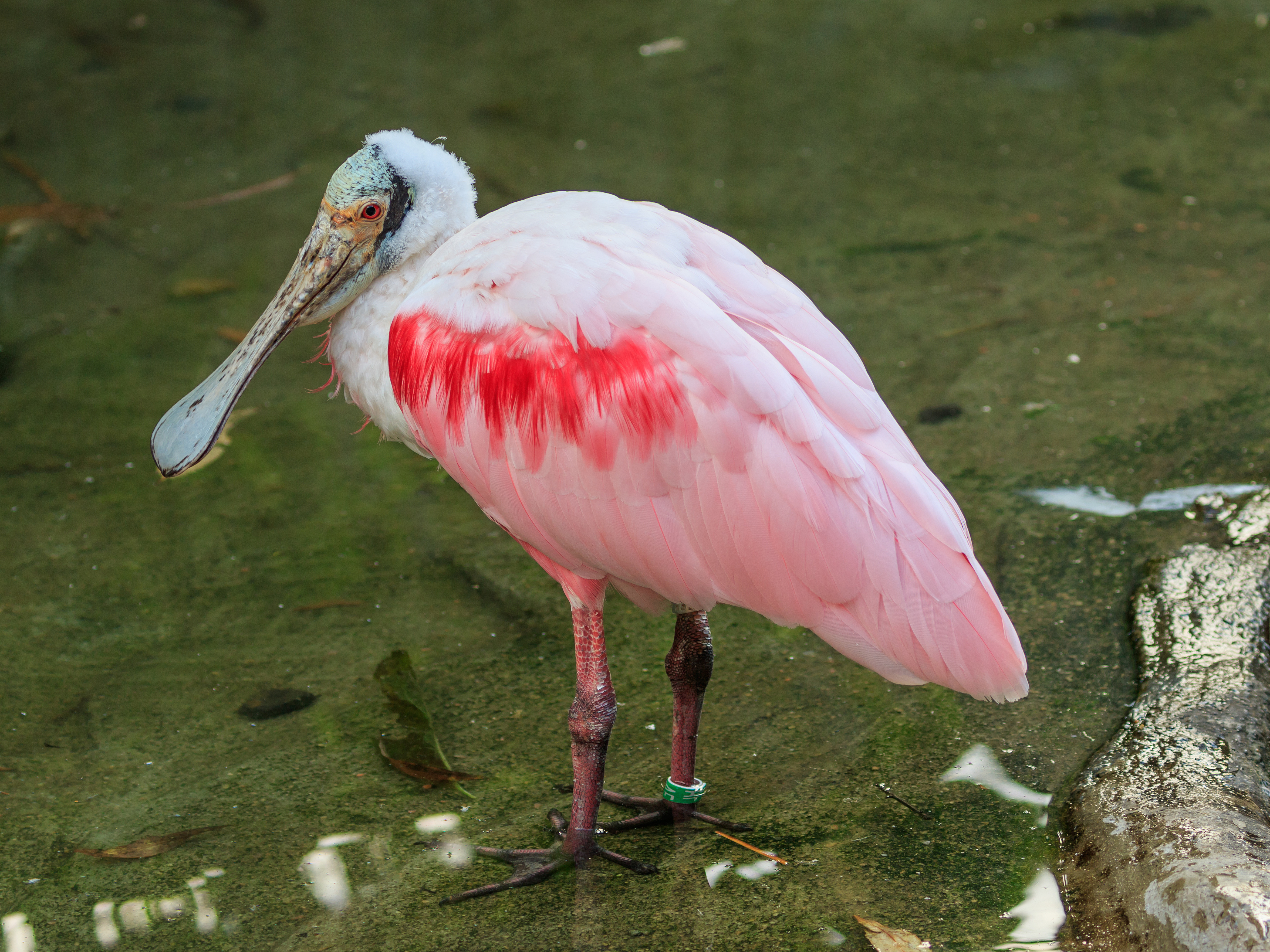
Platalea ajaja (Threskiornithidae)
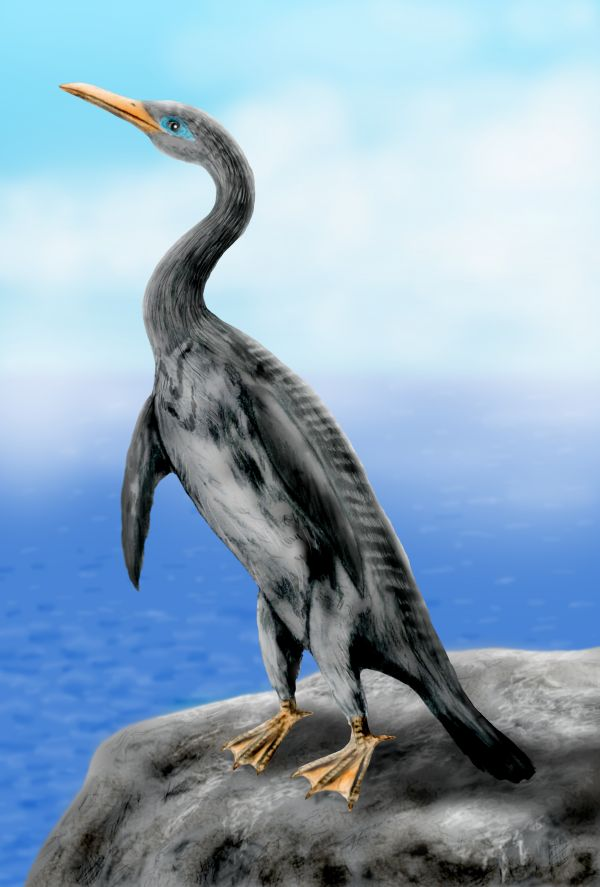
Reconstitution de Copepteryx hexeris (Plotopteridae)